# フォルカー・ヴィーカー

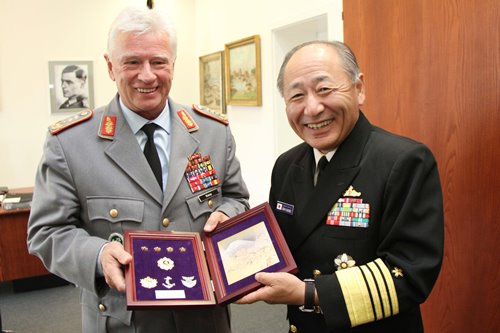
ヴィーカー連邦軍総監（左）と河野克俊統合幕僚長（右）

フォルカー・ヴィーカー（Volker Wieker、1954年3月1日 - ）は、ドイツ陸軍の軍人。第15代連邦軍総監（2010年 - 2018年）。

## 来歴
西ドイツのデルメンホルストに生まれる。1974年7月にドイツ連邦軍に入営し、砲兵将校としての教育を受ける。さらにミュンヘンの連邦軍大学で学んだ後、砲兵部隊に配属され、第315自走砲大隊での小隊長や中隊長など、部隊勤務経験を積んだ。
1987年10月から1989年9月までハンブルク連邦軍統帥大学（30期）で学ぶ。少佐に昇進し、国防省人事部で参謀将校および参事官となる。ついでカンザス州レブンワース砦のアメリカ陸軍指揮幕僚大学に留学し修了。ドイツに帰国後は第21装甲旅団で作戦参謀を務める。1993年から1996年まで、第215自走砲大隊長。ついで和平履行部隊の教育担当および作戦参謀としてボスニア・ヘルツェゴビナに駐留した。その後ボンにある国防省に勤務。1997年から1999年まで、国防相副官を務め、フォルカー・リューエ、ルドルフ・シャーピング両国防相に仕えた。ついで省内の陸軍統帥部で再編研究グループ長を務めた。
1999年9月、准将に昇進し第40装甲擲弾兵旅団長に就任、連邦軍再編により同旅団が廃止された2002年9月までその任にあった。この間、2001年5月から12月まで、KFOR第三次ドイツ派遣部隊司令官および南部国際旅団長としてコソボに駐屯した。
2002年、陸軍局参謀長に就任。2004年3月、少将に昇進して陸軍参謀長に就任。2007年9月、第1ドイツ＝オランダ軍団長代行に就任。2008年7月、中将に昇進して同軍団長に任命された。2009年10月、アフガニスタンに駐留する国際治安支援部隊の参謀長に就任した。
2009年12月、アフガニスタンでの誤爆事件に関するドイツ連邦議会への虚偽報告の責任を取って辞任した連邦軍総監の後任に当てられることが、カール＝テオドール・ツー・グッテンベルク国防相より発表された。2010年1月19日に大将に昇進し、2日後に第15代連邦軍総監に着任した。着任直後、ドイツ連邦軍の兵器調達制度の不備を厳しく批判した。
2016年3月、2017年3月と連続して国防省はヴィーカーの定年の1年間延長を発表し、2018年初めまでの任期がほぼ確定した。これによりヴィーカーは前任者が持っていた連邦軍総監の最長在任記録を更新した。2018年4月に定年を迎えて退役し、総監職を辞した。

## 家族
妻との間に二児。